# قائمة أفلام جيمس بوند
جيمس بوند هو شخصية خيالية إبتكرها الروائي إيان فليمنج في عام 1953. بوند هو عميل بريطاني سري يعمل لدى فرع MI6، ولقبه الرمزي 007. تم تمثيل شخصيته من قبل عدة ممثلين وهم: شون كونري، جورج لازينبي، روجر مور، تيموثي دالتون، بيرس بروسنان ودانيال كريغ، في سلسلة أفلام سينمائية مكونة من 26 فيلم. فيلمين فقط لم تنتجهم شركة Eon Productions. تمتلك شركة Eon حالياً جميع حقوق اقتباس روايات إيان فليمنج عن شخصية جيمس بوند.

## قائمة الأفلام

### إنتاج شركة Eon Productions
| اسم الفيلم:               | السنة:                 | ممثل شخصية بوند:       | المخرج:                | الإيرادات:                         | الميزانية:                         | أجر الممثل:                        | الإيرادات:                               | الميزانية:                               | أجر الممثل:                              |  |
| اسم الفيلم:               | السنة:                 | ممثل شخصية بوند:       | المخرج:                | المبالغ كما هي (بالملايين - دولار) | المبالغ كما هي (بالملايين - دولار) | المبالغ كما هي (بالملايين - دولار) | وفق معدلات تضخم 2005 (بالملايين - دولار) | وفق معدلات تضخم 2005 (بالملايين - دولار) | وفق معدلات تضخم 2005 (بالملايين - دولار) |  |
| ------------------------- | ---------------------- | ---------------------- | ---------------------- | ---------------------------------- | ---------------------------------- | ---------------------------------- | ---------------------------------------- | ---------------------------------------- | ---------------------------------------- |  |
| دكتور نو                  | 1962                   | شون كونري              | تيرينس يونغ            | 59.5                               | 1.1                                | 0.1                                | 448.8                                    | 7.0                                      | 0.6                                      |  |
| من روسيا مع الحب          | 1963                   | شون كونري              | تيرينس يونغ            | 78.9                               | 2.0                                | 0.3                                | 543.8                                    | 12.6                                     | 1.6                                      |  |
| أصبع الذهب                | 1964                   | شون كونري              | غاي هاملتن             | 124.9                              | 3.0                                | 0.5                                | 820.4                                    | 18.6                                     | 3.2                                      |  |
| كرة الرعد                 | 1965                   | شون كونري              | تيرينس يونغ            | 141.2                              | 6.8                                | 0.8                                | 848.1                                    | 41.9                                     | 4.7                                      |  |
| أنت فقط تعيش مرتين        | 1967                   | شون كونري              | لويس غيلبرت            | 101.0                              | 10.3                               | 0.8 + %25 من صافي الإيرادات الأخرى | 514.2                                    | 59.9                                     | 4.4 (دون احتساب نسبة الأرباح)            |  |
| في الخدمة السرية لجلالتها | 1969                   | جورج لازينبي           | بيتر آر. هانت          | 64.6                               | 7.0                                | 0.1                                | 291.5                                    | 37.3                                     | 0.6                                      |  |
| الماس للأبد               | 1971                   | شون كونري              | غاي هاملتن             | 116.0                              | 7.2                                | 1.2 + %12.5 من الإيرادات (14.5 م)  | 442.5                                    | 34.7                                     | 5.8 (دون احتساب نسبة الأرباح)            |  |
| عش ودعهم يموتون           | 1973                   | روجر مور               | غاي هاملتن             | 126.4                              | 7.0                                | لم يعلن عنه                        | 460.3                                    | 30.8                                     | لم يعلن عنه                              |  |
| الرجل ذو المسدس الذهبي    | 1974                   | روجر مور               | غاي هاملتن             | 98.5                               | 7.0                                | لم يعلن عنه                        | 334.0                                    | 27.7                                     | لم يعلن عنه                              |  |
| الجاسوس الذي أحبني        | 1977                   | روجر مور               | لويس غيلبرت            | 185.4                              | 14.0                               | لم يعلن عنه                        | 533.0                                    | 45.1                                     | لم يعلن عنه                              |  |
| حاصد القمر                | 1979                   | روجر مور               | لويس غيلبرت            | 210.3                              | 34.0                               | لم يعلن عنه                        | 535.0                                    | 91.5                                     | لم يعلن عنه                              |  |
| من أجل عينيك فقط          | 1981                   | روجر مور               | جون غلين               | 194.9                              | 28.0                               | لم يعلن عنه                        | 449.4                                    | 60.2                                     | لم يعلن عنه                              |  |
| الأخطبوطي                 | 1983                   | روجر مور               | جون غلين               | 183.7                              | 27.5                               | 4.0                                | 373.8                                    | 53.9                                     | 7.8                                      |  |
| نظرة إلى قتل              | 1985                   | روجر مور               | جون غلين               | 152.4                              | 30.0                               | 5.0                                | 275.2                                    | 54.5                                     | 9.1                                      |  |
| اضواء النهار الحية        | 1987                   | تيموثي دالتون          | جون غلين               | 191.2                              | 40.0                               | 3.0                                | 313.5                                    | 68.8                                     | 5.2                                      |  |
| رخصة للقتل                | 1989                   | تيموثي دالتون          | جون غلين               | 156.2                              | 36.0                               | 5.0                                | 250.9                                    | 56.7                                     | 7.9                                      |  |
| العين الذهبية             | 1995                   | بيرس بروسنان           | مارتن كامبل            | 351.9                              | 60.0                               | 4.0                                | 518.5                                    | 76.9                                     | 5.1                                      |  |
| الغد لا يموت              | 1997                   | بيرس بروسنان           | روجر سبوتسويدا         | 338.9                              | 110.0                              | 8.2                                | 463.2                                    | 133.9                                    | 10.0                                     |  |
| العالم ليس كافياً          | 1999                   | بيرس بروسنان           | مايكل آبتد             | 361.8                              | 135.0                              | 12.4                               | 439.5                                    | 158.3                                    | 13.5                                     |  |
| مت في يوم آخر             | 2002                   | بيرس بروسنان           | لي تاماهوري            | 431.9                              | 142.0                              | 16.5                               | 465.4                                    | 154.2                                    | 17.9                                     |  |
| كازينو رويال              | 2006                   | دانيال كريغ            | مارتن كامبل            | 594.2                              | 150.0                              | 3.4                                | 581.5                                    | 145.3                                    | 3.3                                      |  |
| كم من العزاء              | 2008                   | دانيال كريغ            | مارك فوستر             | 576.0                              | 200.0                              | 8.9                                | 514.2                                    | 181.4                                    | 8.1                                      |  |
| سكايفول                   | 2012                   | دانيال كريغ            | سام مينديز             | 1108.6                             | 150—200                            | 17.0                               | 879.8                                    | 158.1                                    | 13.5                                     |  |
| طيف                       | 2015                   | دانيال كريغ            | سام مينديز             |                                    | 250—245                            |                                    |                                          | [ 10 ] [ 11 ]                            |                                          |  |
| لا وقت للموت              | 2021                   | دانيال كريغ            | كاري فوكوناجا          | 667 مليون و456 ألف دولار           | 250 مليون دولار                    |                                    |                                          |                                          |                                          |  |
| المجموع (بالمليارات) :    | المجموع (بالمليارات) : | المجموع (بالمليارات) : | المجموع (بالمليارات) : | 5.9484                             | 1.2579                             |                                    | 11.2965                                  | 1.7039                                   |                                          |  |

### إنتاج شركات أخرى
| اسم الفيلم           | السنة | ممثل شخصية بوند | المخرج                                                                 | الإيرادات                          | الميزانية                          | الإيرادات                                | الميزانية                                | تصنيف موقع الطماطم الفاسدة |
| اسم الفيلم           | السنة | ممثل شخصية بوند | المخرج                                                                 | المبالغ كما هي (بالملايين - دولار) | المبالغ كما هي (بالملايين - دولار) | وفق معدلات تضخم 2005 (بالملايين - دولار) | وفق معدلات تضخم 2005 (بالملايين - دولار) | تصنيف موقع الطماطم الفاسدة |
| -------------------- | ----- | --------------- | ---------------------------------------------------------------------- | ---------------------------------- | ---------------------------------- | ---------------------------------------- | ---------------------------------------- | -------------------------- |
| كازينو رويال         | 1967  | ديفيد نيفن      | كين هيوز جون هيوستن جوزيف ماكغراث روبرت باريش فال غيست ريتشارد تالمادج | 44.4                               | 12                                 | 260                                      | 70                                       | 27%                        |
| لا تقل أبدا مرة أخرى | 1983  | شون كونري       | ايرفين كريشنر                                                          | 160                                | 36                                 | 314                                      | 71                                       | 60%                        |

## وصلات خارجية
- قائمة بجميع أفلام جيمس بوند على موقع IMDb